# Бобрица (Житомирская область)
Бо́брица (укр. Бобриця) — село на Украине, основано в 1840 году, находится в Емильчинском районе Житомирской области.
Код КОАТУУ — 1821781001. Население по переписи 2001 года составляет 409 человек. Почтовый индекс — 11260. Телефонный код — 4149. Занимает площадь 0,255 км².
Стоит на реке Хотоза.

## Адрес местного совета
11260, Житомирская область, Емильчинский р-н, с.Бобрица